# 日本橋駅 (大阪府)

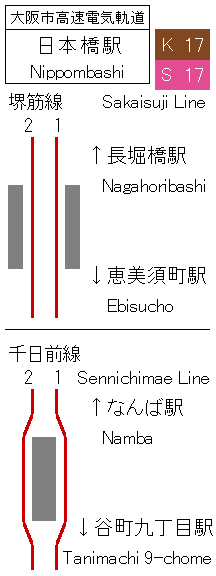
配線図

日本橋駅（にっぽんばしえき）は、大阪府大阪市中央区日本橋一丁目にある、大阪市高速電気軌道 (Osaka Metro) の駅。

## 利用可能な鉄道路線
Osaka Metro
- 千日前線 - 駅番号はS17。
- 堺筋線 - 駅番号はK17。

また、以下の他社局路線と接続している。
- 近畿日本鉄道 - 近鉄日本橋駅
  - A難波線（奈良線に直通）

## 歴史
- 1969年（昭和44年）12月6日：大阪市営地下鉄堺筋線の天神橋筋六丁目駅 - 動物園前駅間の開通と同時に開業。
- 1970年（昭和45年）
  - 3月11日：大阪市営地下鉄千日前線の桜川駅 - 谷町九丁目駅間の延伸開業により、同線への乗換駅となる。
  - 3月15日：近鉄日本橋駅が開業。近鉄難波線への乗換駅となる。
- 2014年（平成26年）9月20日：千日前線ホームで可動式ホーム柵の使用を開始[2]。
- 2018年（平成30年）4月1日：大阪市交通局の民営化により、大阪市高速電気軌道 (Osaka Metro) の駅となる。
- 2022年（令和4年）9月25日：堺筋線ホームで可動式ホーム柵の使用を開始[3]。

## 駅構造
堺筋線は地下1階で相対式ホーム2面2線を有し、千日前線は地下2階で島式ホーム1面2線を有する地下駅。改札・コンコースは堺筋線ホームと同一フロアで、両ホームに1か所ずつある。千日前線ホームは堺筋線ホームの下のフロアにあり、乗り換えがしやすい構造となっている。2012年現在、火災対策工事で駅舎改造を行っており、同時進行で国立文楽劇場との連絡通路や駅舎壁面、なんばウォーク入口付近の売店（PiTaPaが利用可能になった）がリニューアルされている。また、堺筋線ホーム階には上下線とも多目的トイレが設置された。
堺筋線北行きホームは、改札を隔てて、なんばウォークと同一フロアーであるが、南行きホームは千日前線ホームあるいは堺筋線上下線の下にある連絡通路を経由する必要がある。隣の谷町九丁目駅の近鉄大阪上本町駅連絡通路も、これらと同様な構造となっている。
当駅は日本橋管区駅に所属しており、同管区駅長により自駅のみの単駅管理となっている。

### のりば

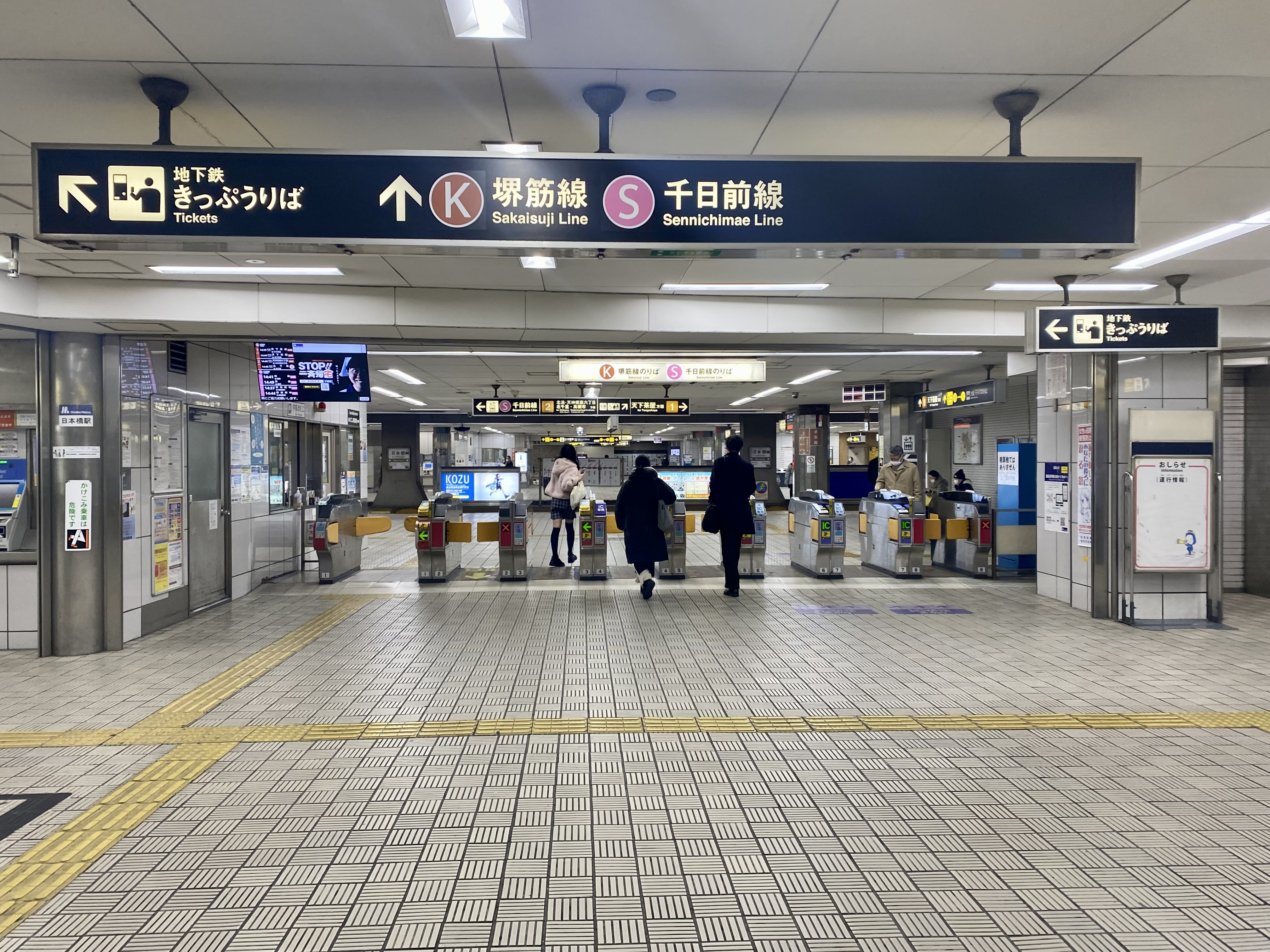
改札口
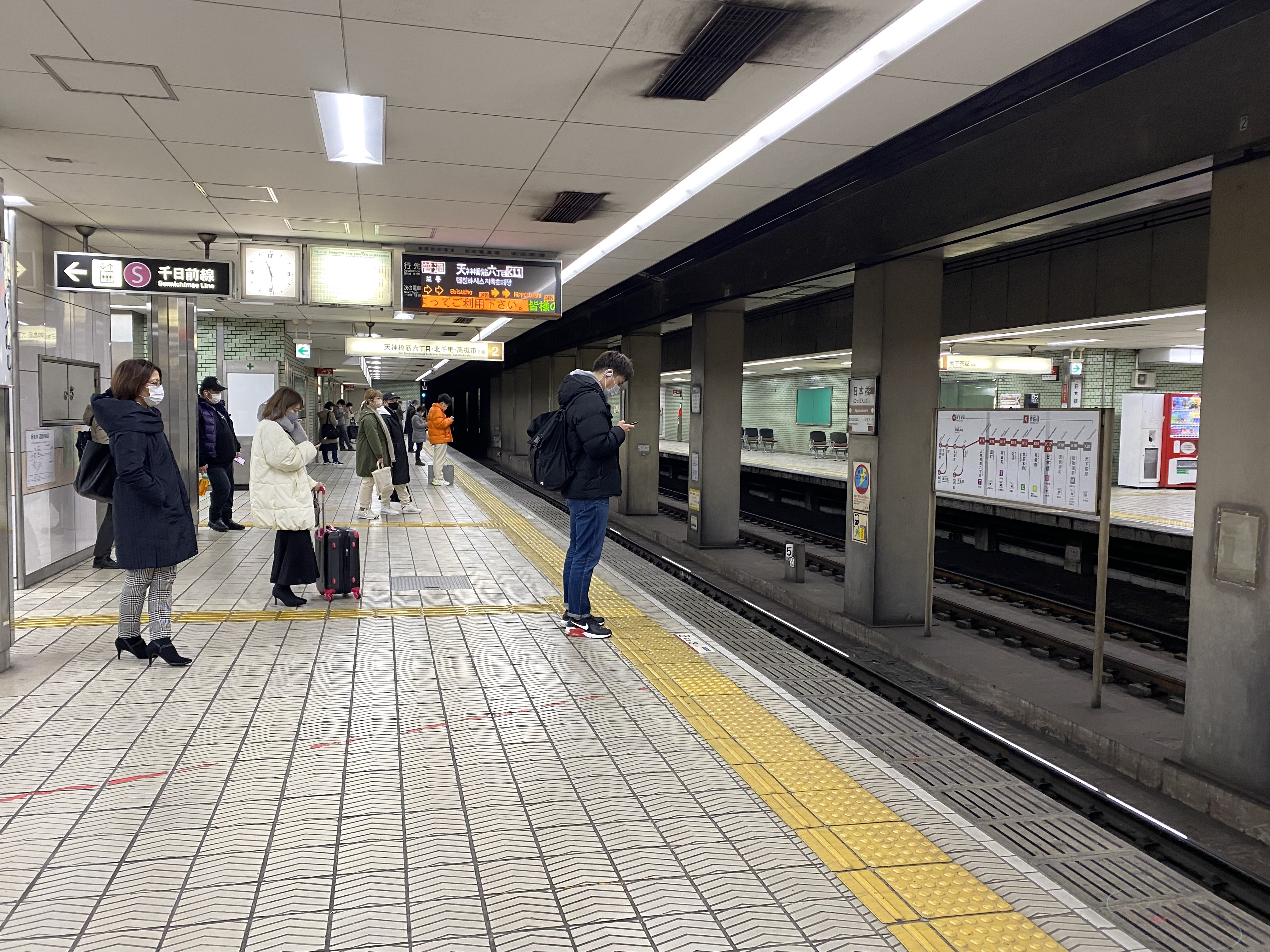
堺筋線プラットホーム
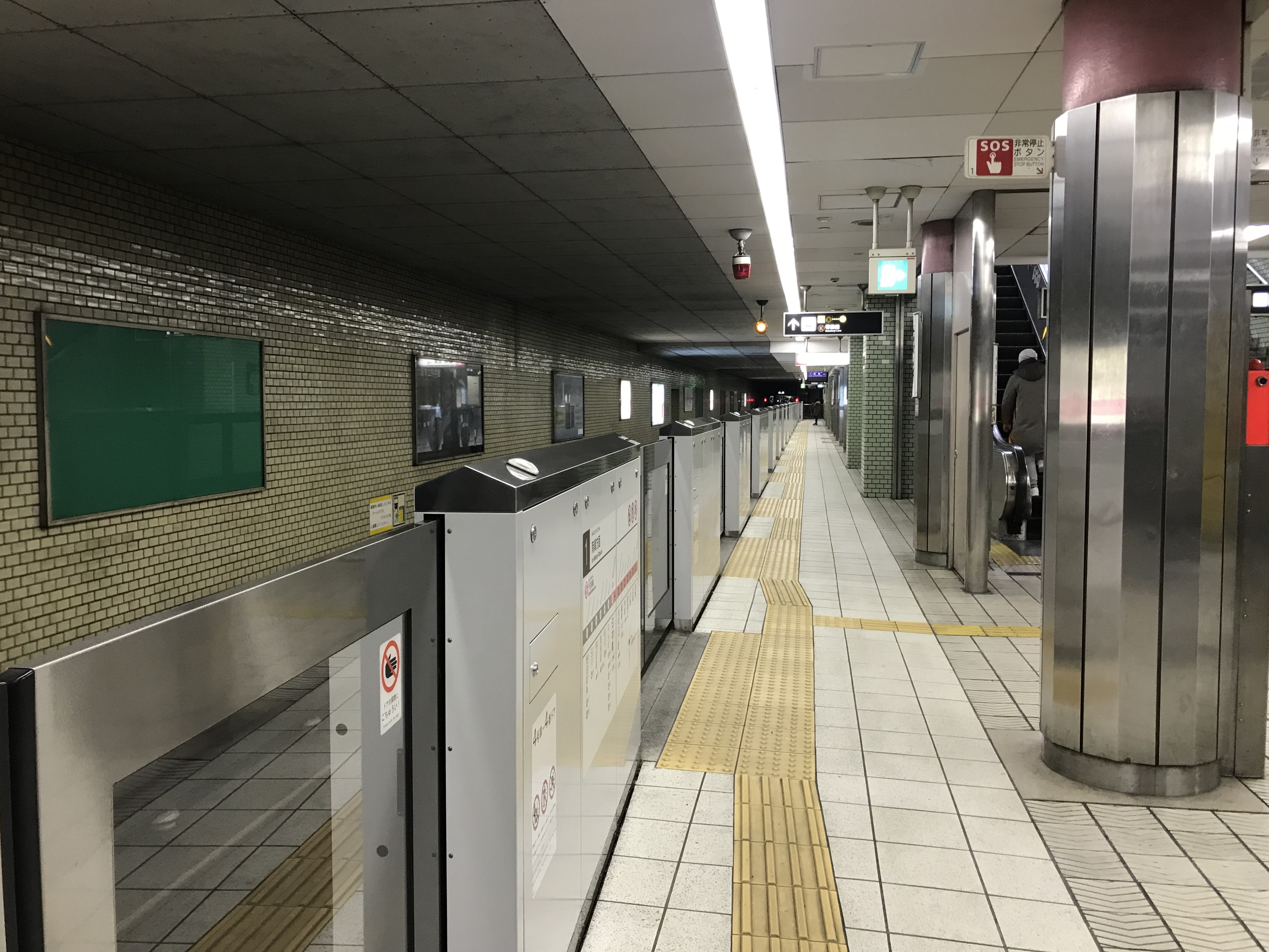
千日前線プラットホーム

| 番線           | 路線         | 行先                               |
| 堺筋線ホーム   | 堺筋線ホーム | 堺筋線ホーム                       |
| -------------- | ------------ | ---------------------------------- |
| 1              | 堺筋線       | 動物園前・天下茶屋方面             |
| 2              | 堺筋線       | 天神橋筋六丁目・北千里・高槻市方面 |
| 千日前線ホーム |              |                                    |
| 1              | 千日前線     | 南巽方面                           |
| 2              | 千日前線     | なんば・野田阪神方面               |

- 改札口
- 堺筋線プラットホーム
- 千日前線プラットホーム

### トイレ
トイレは地下通路・各堺筋線ホームにある。

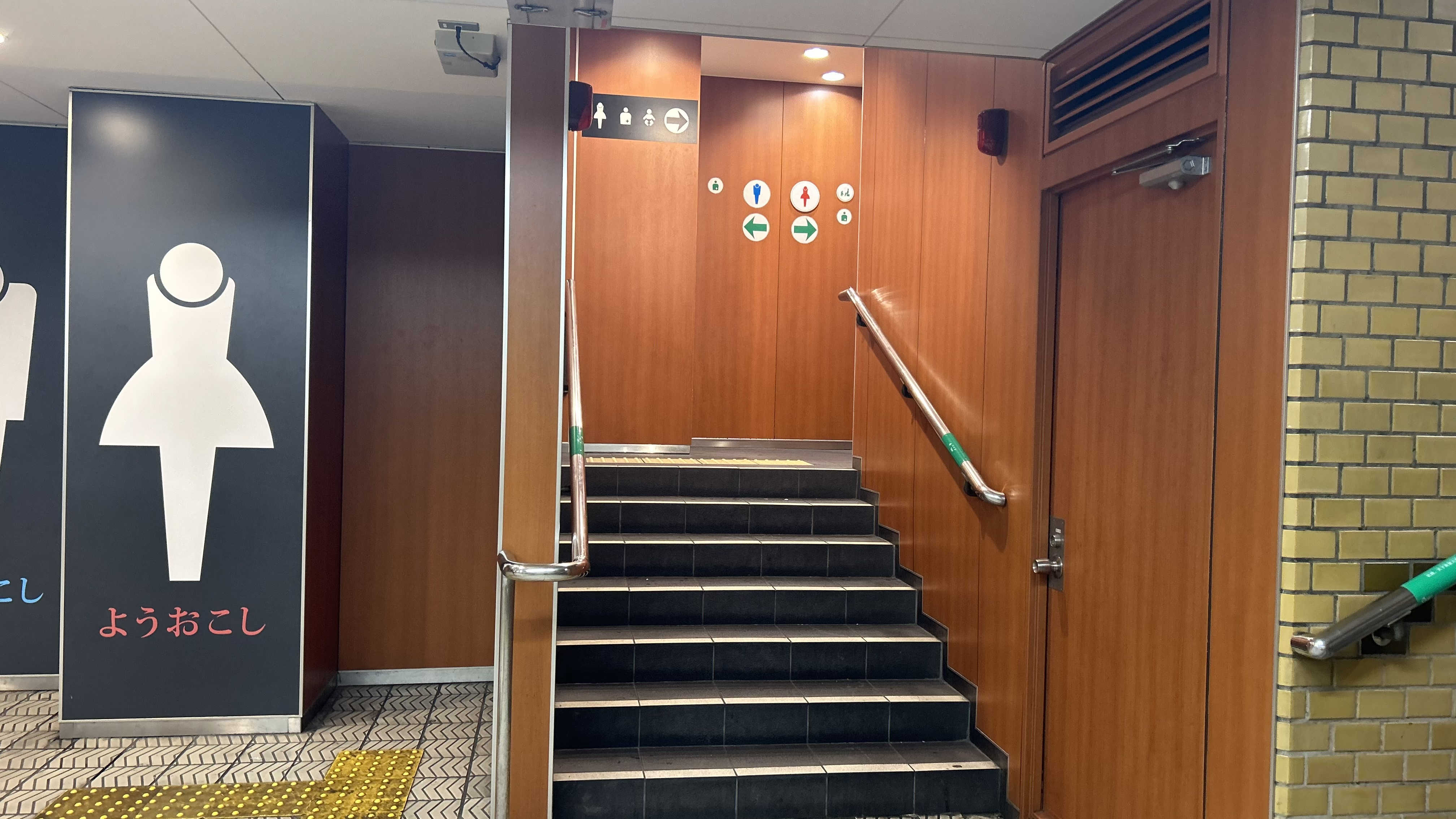
地下通路トイレ
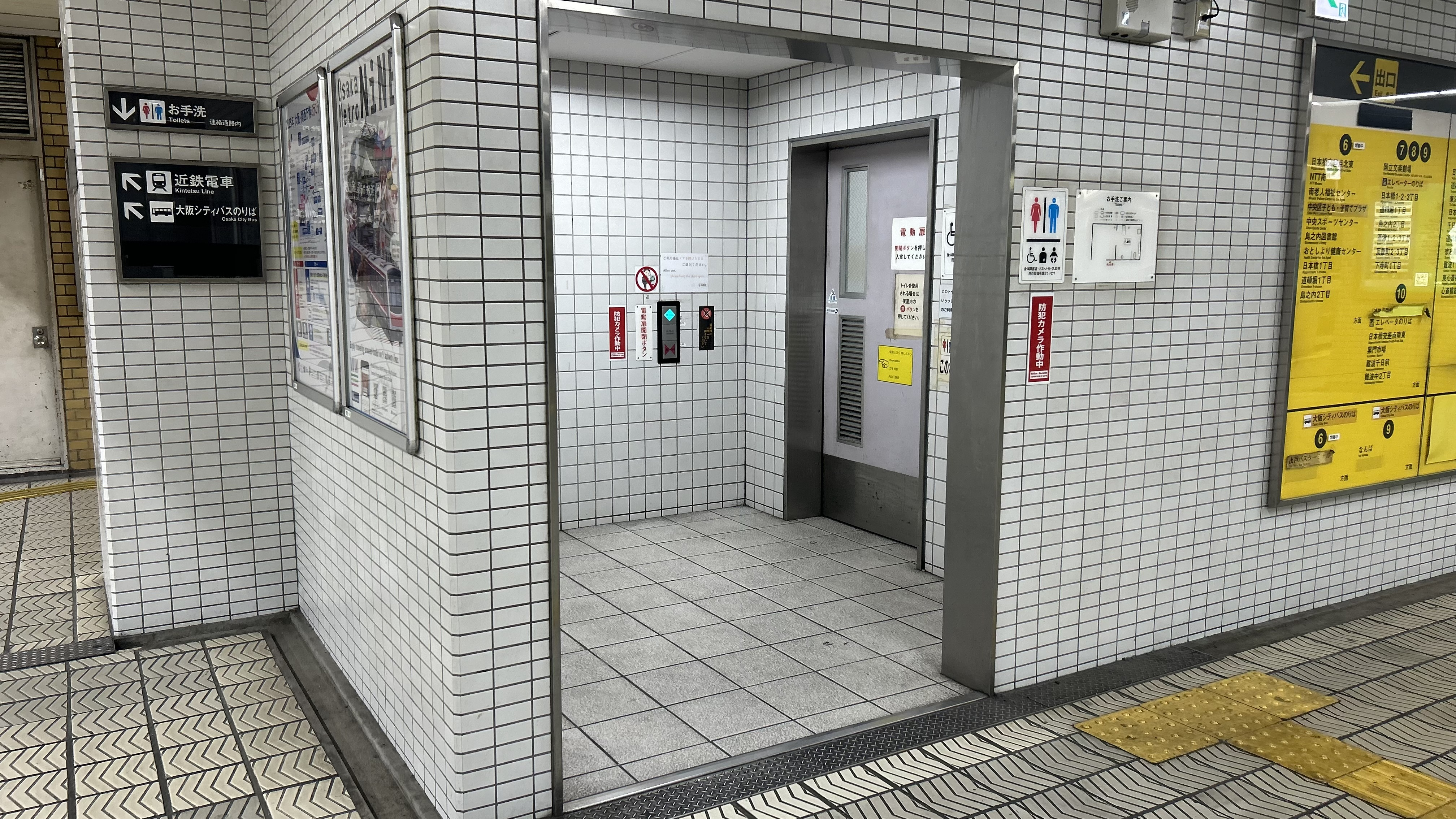
堺筋線1番線ホームトイレ
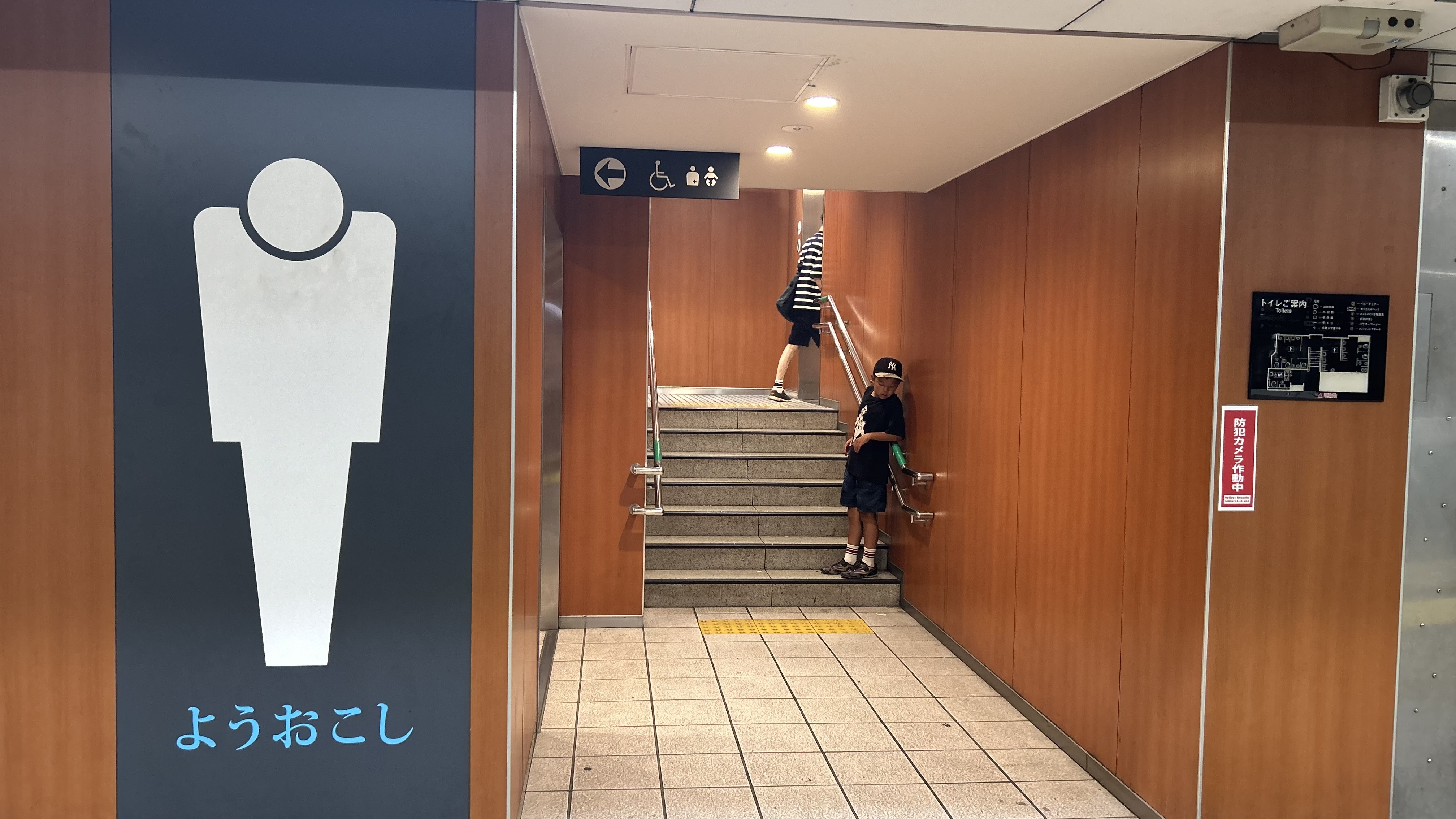
堺筋線2番線ホームトイレ

### 出口

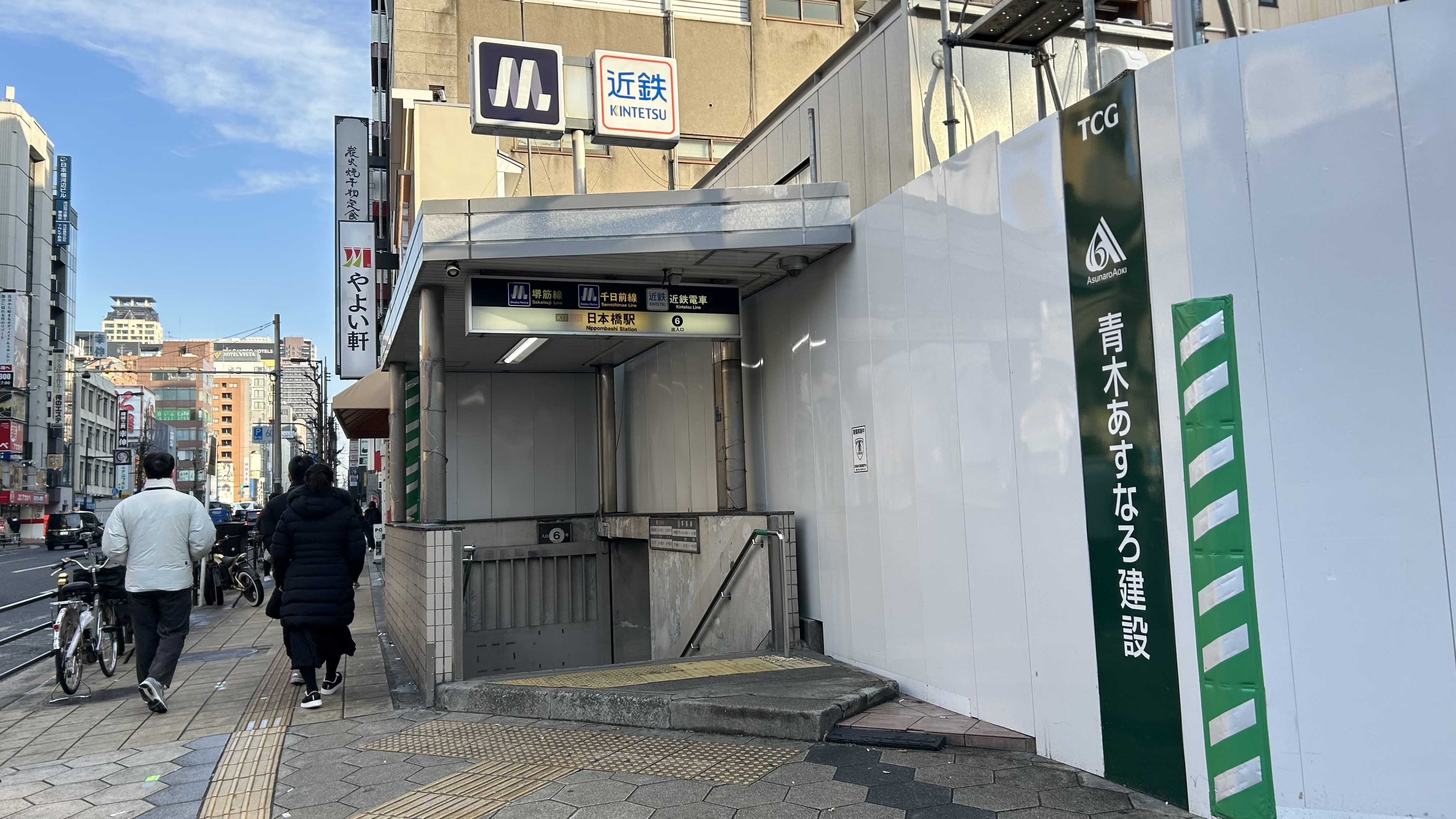
6号出入口
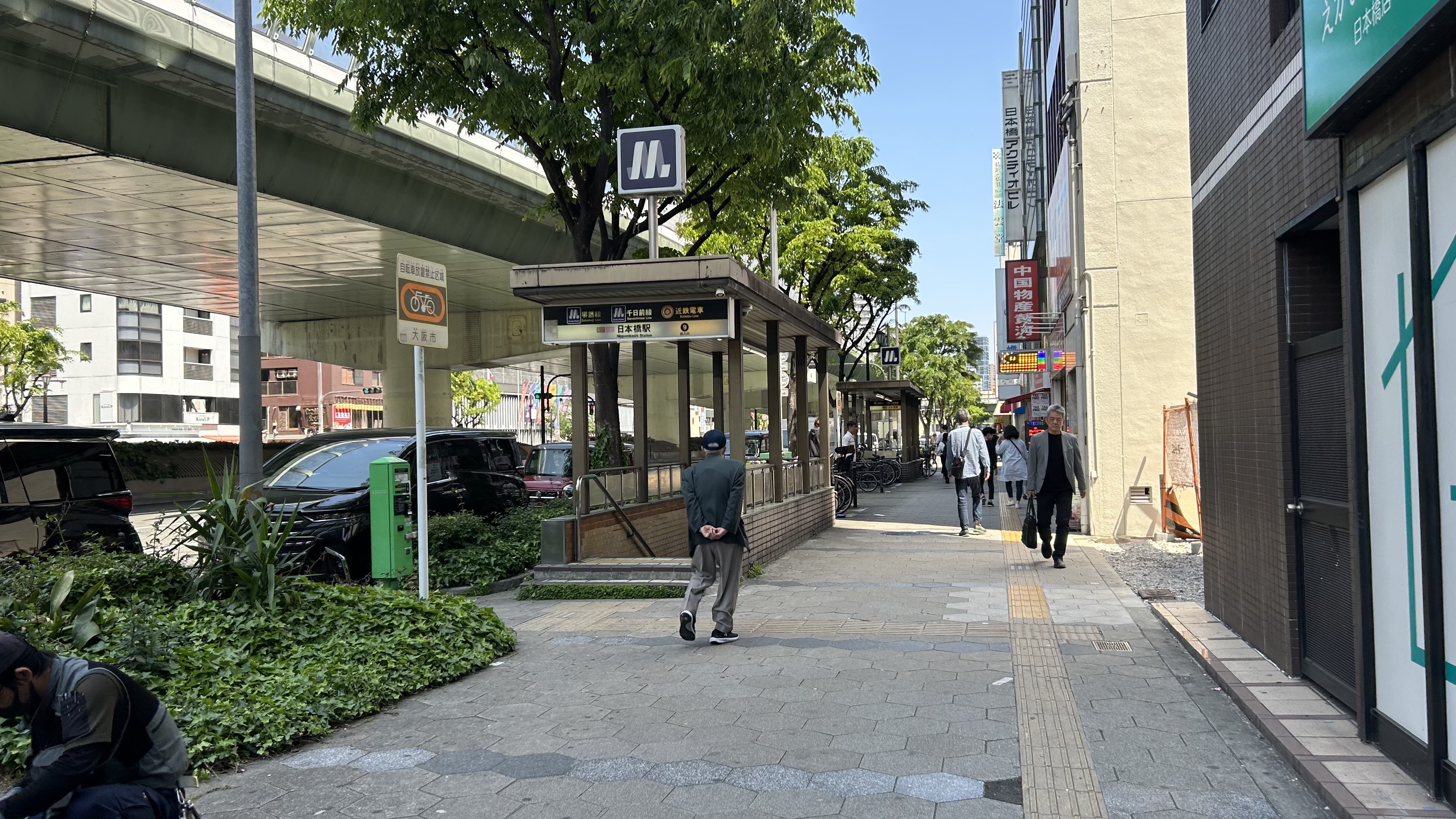
9号出入口
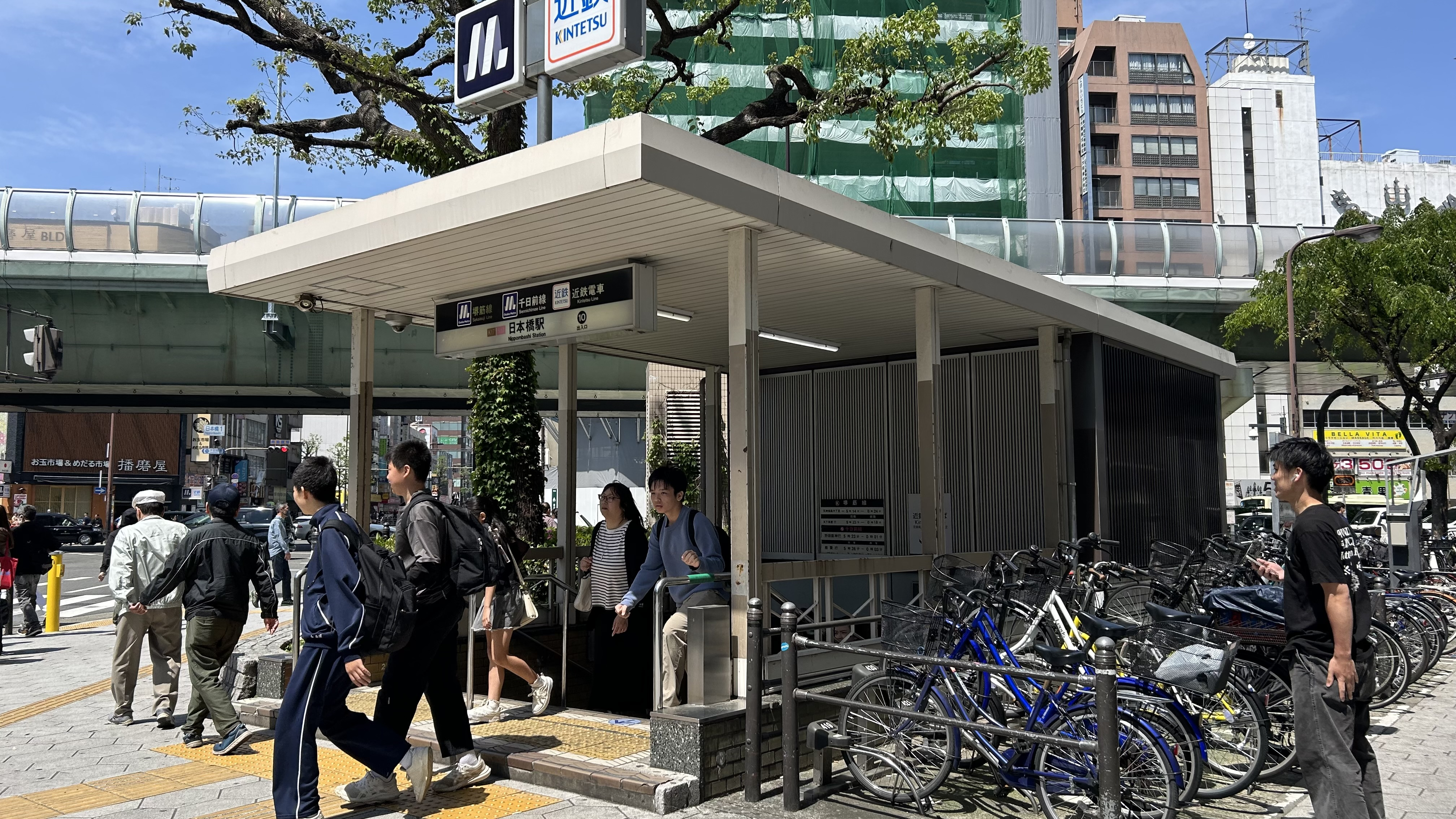
10号出入口

出口は合計で9箇所ある。
| 出口番号 | 出口周辺                                                                                                 | 接続改札          | 備考                   |
| -------- | --- | ----------------- | ---------------------- |
| 2        | 東海ビル連絡通路                                                                                         | 中北改札 中南改札 |                        |
| 3        | なんばウォーク                                                                                           | 中北改札 中南改札 |                        |
| 4        | なんばウォーク・近鉄電車 府立上方演芸資料館(ワッハ上方)                                                  | 中北改札 中南改札 |                        |
| 5        | | 中北改札 中南改札 | エレベーターあり       |
| 6        | NTT南・南老人福祉センター・南勤労青少年ホーム・中央スポーツセンター 島之内図書館・おとしより健康センター | 東改札            | 2025年12月末日まで閉鎖 |
| 7        | 国立文楽劇場                                                                                             | 東改札            |                        |
| 8        | | 東改札            |                        |
| 9        | | 東改札            |                        |
| 10       | 黒門市場・でんでんタウン                                                                                 | 東改札            | エレベーターあり       |

- 6号出入口
- 9号出入口
- 10号出入口

## 利用状況
2024年11月12日の1日乗降人員は75,137人（乗車人員：37,333人、降車人員：37,804人）である。堺筋線が乗り入れる駅では堺筋本町駅・南森町駅に次ぐ第3位、千日前線が乗り入れる駅では難波駅に次ぐ第2位の乗降人員である。
各年度の特定日利用状況は下表の通り。なお1969・1995年度の記録については、それぞれ1970・1996年に行われた調査である（会計年度上、表中に記載の年度となる）。
1969年度のデータは堺筋線のみ。
| 年度               | 調査日   | 乗車人員 | 降車人員 | 乗降人員 | 出典          | 出典          |
| 年度               | 調査日   | 乗車人員 | 降車人員 | 乗降人員 | メトロ        | 大阪府        |
| ------------------ | -------- | -------- | -------- | -------- | ------------- | ------------- |
| 1969年（昭和44年） | 01月27日 | 9,446    | 12,601   | 22,047   |               | [ 大阪府 1 ]  |
| 1970年（昭和45年） | 11月06日 | 25,308   | 24,476   | 49,784   |               | [ 大阪府 2 ]  |
| 1972年（昭和47年） | 11月14日 | 35,084   | 39,634   | 74,718   |               | [ 大阪府 3 ]  |
| 1975年（昭和50年） | 11月07日 | 40,286   | 39,165   | 79,451   |               | [ 大阪府 4 ]  |
| 1977年（昭和52年） | 11月18日 | 40,385   | 39,336   | 79,721   |               | [ 大阪府 5 ]  |
| 1981年（昭和56年） | 11月10日 | 45,462   | 43,207   | 88,669   |               | [ 大阪府 6 ]  |
| 1985年（昭和60年） | 11月12日 | 45,918   | 43,998   | 89,916   |               | [ 大阪府 7 ]  |
| 1987年（昭和62年） | 11月10日 | 45,896   | 44,350   | 90,246   |               | [ 大阪府 8 ]  |
| 1990年（平成02年） | 11月06日 | 44,918   | 42,656   | 87,574   |               | [ 大阪府 9 ]  |
| 1995年（平成07年） | 02月15日 | 42,142   | 39,524   | 81,666   |               | [ 大阪府 10 ] |
| 1998年（平成10年） | 11月10日 | 39,798   | 37,285   | 77,083   |               | [ 大阪府 11 ] |
| 2007年（平成19年） | 11月13日 | 35,968   | 35,144   | 71,112   |               | [ 大阪府 12 ] |
| 2008年（平成20年） | 11月11日 | 35,711   | 34,451   | 70,162   |               | [ 大阪府 13 ] |
| 2009年（平成21年） | 11月10日 | 34,869   | 34,018   | 68,887   |               | [ 大阪府 14 ] |
| 2010年（平成22年） | 11月09日 | 32,763   | 32,497   | 65,260   |               | [ 大阪府 15 ] |
| 2011年（平成23年） | 11月08日 | 32,376   | 32,115   | 64,491   |               | [ 大阪府 16 ] |
| 2012年（平成24年） | 11月13日 | 31,464   | 31,957   | 63,421   |               | [ 大阪府 17 ] |
| 2013年（平成25年） | 11月19日 | 32,856   | 32,564   | 65,420   | [ メトロ 1 ]  | [ 大阪府 18 ] |
| 2014年（平成26年） | 11月11日 | 33,334   | 33,362   | 66,696   | [ メトロ 2 ]  | [ 大阪府 19 ] |
| 2015年（平成27年） | 11月17日 | 35,308   | 35,630   | 70,938   | [ メトロ 3 ]  | [ 大阪府 20 ] |
| 2016年（平成28年） | 11月08日 | 35,989   | 36,156   | 72,145   | [ メトロ 4 ]  | [ 大阪府 21 ] |
| 2017年（平成29年） | 11月14日 | 38,483   | 38,729   | 77,212   | [ メトロ 5 ]  | [ 大阪府 22 ] |
| 2018年（平成30年） | 11月13日 | 38,926   | 38,757   | 77,683   | [ メトロ 6 ]  | [ 大阪府 23 ] |
| 2019年（令和元年） | 11月12日 | 39,395   | 38,976   | 78,371   | [ メトロ 7 ]  | [ 大阪府 24 ] |
| 2020年（令和02年） | 11月10日 | 26,964   | 27,121   | 54,085   | [ メトロ 8 ]  | [ 大阪府 25 ] |
| 2021年（令和03年） | 11月16日 | 26,696   | 26,589   | 53,285   | [ メトロ 9 ]  | [ 大阪府 26 ] |
| 2022年（令和04年） | 11月15日 | 30,802   | 30,545   | 61,347   | [ メトロ 10 ] | [ 大阪府 27 ] |
| 2023年（令和05年） | 11月07日 | 34,919   | 34,909   | 69,828   | [ メトロ 11 ] | [ 大阪府 28 ] |
| 2024年（令和06年） | 11月12日 | 37,333   | 37,804   | 75,137   | [ メトロ 12 ] |               |

### 1998年度までの路線別データ
最新の路線別データである1998年調査によると、千日前線側の乗降人員は少なく、堺筋線側に利用者が大きく偏っている。堺筋線のみの乗降人員は堺筋本町駅・北浜駅に次いで3位である。
千日前線については、降車人員に極端に偏っている年度が複数みられる。
| 年度               | 調査日   | 千日前線 | 千日前線 | 千日前線 | 堺筋線   | 堺筋線   | 堺筋線   | 出典          |
| 年度               | 調査日   | 乗車人員 | 降車人員 | 乗降人員 | 乗車人員 | 降車人員 | 乗降人員 | 出典          |
| ------------------ | -------- | -------- | -------- | -------- | -------- | -------- | -------- | ------------- |
| 1970年（昭和45年） | 11月06日 | 2,998    | 3,129    | 6,127    | 22,310   | 21,347   | 43,657   | [ 大阪府 2 ]  |
| 1972年（昭和47年） | 11月14日 | 5,725    | 10,890   | 16,615   | 29,359   | 28,744   | 58,103   | [ 大阪府 3 ]  |
| 1975年（昭和50年） | 11月07日 | 4,532    | 5,288    | 9,820    | 35,754   | 33,877   | 69,631   | [ 大阪府 4 ]  |
| 1977年（昭和52年） | 11月18日 | 4,824    | 5,646    | 10,470   | 35,561   | 33,690   | 69,251   | [ 大阪府 5 ]  |
| 1981年（昭和56年） | 11月10日 | 5,815    | 6,425    | 12,240   | 39,647   | 36,782   | 76,429   | [ 大阪府 6 ]  |
| 1985年（昭和60年） | 11月12日 | 6,403    | 6,931    | 13,334   | 39,515   | 37,067   | 76,582   | [ 大阪府 7 ]  |
| 1987年（昭和62年） | 11月10日 | 6,611    | 7,276    | 13,887   | 39,285   | 37,074   | 76,359   | [ 大阪府 8 ]  |
| 1990年（平成02年） | 11月06日 | 6,362    | 6,824    | 13,186   | 38,556   | 35,832   | 74,388   | [ 大阪府 9 ]  |
| 1995年（平成07年） | 02月15日 | 6,285    | 6,881    | 13,166   | 35,857   | 32,643   | 68,500   | [ 大阪府 10 ] |
| 1998年（平成10年） | 11月10日 | 6,286    | 6,880    | 13,166   | 33,512   | 30,405   | 63,917   | [ 大阪府 11 ] |

## 駅周辺
- 道頓堀川
- 日本橋
- 相合橋
- 下大和橋
- 上大和橋
- 法案寺

商業・娯楽施設
- 黒門市場
  - 付近に大阪バス御堂筋線の北行きバス停もある。
- なんばウォーク
- エスカールなんば
  - ビックカメラ なんば店
- 味園ビル
- ウインズ道頓堀
- サテライト大阪
- 上海新天地
- DOTON PLAZA

ホテル
- ホテルWBFなんば黒門
- ホテルサンルート大阪なんば
- イビススタイルズ大阪
- カンデオホテルズ大阪なんば
- 大阪富士屋ホテル
- ドーミーインPREMIUMなんば
- 相鉄グランドフレッサ 大阪なんば
- アゴーラプレイス 大阪難波

その他
- 国立文楽劇場
- 髙島屋東別館
  - シタディーンなんば大阪
  - 高島屋史料館（休館中）
- 高津理容美容専門学校
- 脳神経外科日本橋病院
- 原田病院
- 三津寺墓地
- 大阪千日前郵便局
- 大阪千日前中央通郵便局
- 阪神高速15号堺線
- でんでんタウン - 日本橋は北から1・2丁目が中央区、なんさん通りを挟んで3 - 5丁目が浪速区となり、電気街は浪速区側を中心に展開している。最寄駅は当駅ではなく恵美須町駅（堺筋線で一つ隣の駅）とされるが、名呉橋跡（日本橋の南端）付近に位置する駅であるため、3丁目北部など（日本橋3丁目南交差点以北）は当駅のほうが近い。

## 隣の駅
大阪市高速電気軌道（Osaka Metro）
 堺筋線
長堀橋駅 (K16) - 日本橋駅 (K17) - 恵美須町駅 (K18)
 千日前線
なんば駅 (S16) - 日本橋駅 (S17) - 谷町九丁目駅 (S18)
- 括弧内は駅番号を示す。

### 記事本文